# Soumračník černohnědý
Soumračník černohnědý (Heteropterus morpheus) je druh motýla z čeledi soumračníkovití. V ČR se vyskytuje na Moravě a v severních Čechách.

## Popis

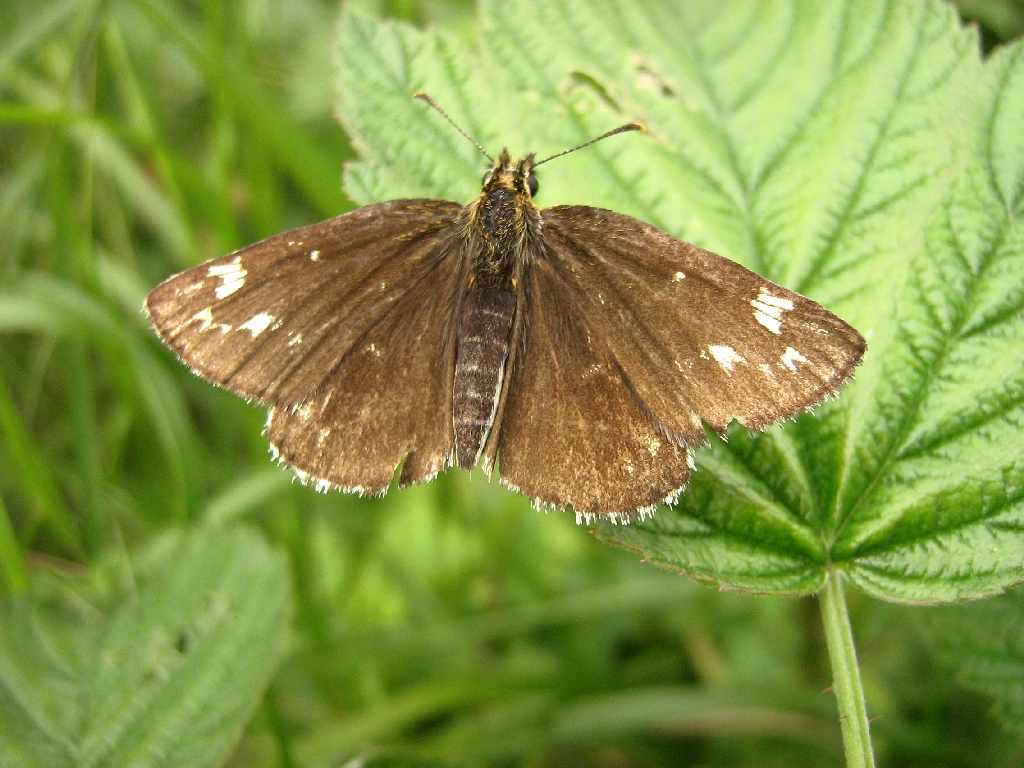
Přední strana křídel

Délka předních křídel se pohybuje v rozmezí 15–18 mm. Spodní strana křídel je velmi nápadná, naproti tomu horní strana křídel je téměř jednolitě tmavě hnědá se žlutými skvrnami při horním okraji. Na spodní straně křídel jsou 3 řady černě lemovaných bílých skvrn.

## Výskyt
Soumračník černohnědý je eurosibiřský druh. Vyskytuje se v roztroušených oblastech sahajících od severního Španělska přes střední Evropu. Na severu zasahuje do nejjižnějšího Švédska a Pobaltí, na jihu se vyskytuje v severní a střední Itálii, zasahuje až po severní Balkán a severozápadní Turecko. Východní hranice areálu výskytu probíhá Ruskem a končí v oblasti Amuru a Koreje.
Soumračník černohnědý se vyskytuje na stepích a lesostepích, vinicích, pasekách a podél cest a kanálů. Preferuje neobhospodařované travnaté plochy v sousedství umělých vodních ploch, pískoven a štěrkoven.
V ČR se soumračník černohnědý vyskytuje v nížinných oblastech – jižní a jihovýchodní Morava, zasahuje až na střední Moravu (Kroměřížsko, Přerovsko). Několik izolovaných populací bylo objeveno také v severních Čechách (Českolipsko, Šluknovský a Frýdlantský výběžek).